# 克拉科夫塔倫體育館
克拉科夫Tauron體育館（Tauron Arena Kraków）是位於波蘭克拉科夫的室內體育館。舉辦體育賽事時可容納15,030人。2014年世界男子排球錦標賽和2015年世界冰球錦標賽第一級都於此舉行。

## 外部連結
维基共享资源上的相關多媒體資源：克拉科夫塔倫體育館
- 官方网站